# Новоалександровка (Александровский район)
Новоалександровка (укр. Новоолександрівка) — село в Александровской поселковой общине Краматорского района Донецкой области Украины.

## Общие сведения
Население по переписи 2001 года составляло 413 человек. Телефонный код — 6269.